# Noah’s Ark (album)
Noah's Ark – drugi album studyjny amerykańskiego duetu CocoRosie. Wydany 13 września 2005 roku przez Touch and Go/Quarterstick Records.

## Lista utworów
1. K-Hole
2. Beautiful Boyz
3. South 2nd
4. Bear Hides And Buffalo
5. Tekno Love Song
6. The Sea Is Calm
7. Noah's Ark
8. Milk
9. Armageddon
10. Brazilian Sun
11. Bisounours
12. Honey Or Tar